# Prambachkirchen
Prambachkirchen – gmina targowa w Austrii, w kraju związkowym Górna Austria, w powiecie Eferding. Liczy ok. 2,8 tys. mieszkańców.